# Plaça de Soler i Gustems (Vilanova i la Geltrú)
La plaça de Soler i Gustems és una plaça de Vilanova i la Geltrú, al Garraf, protegida com a bé cultural d'interès local.

## Descripció
La plaça de Soler i Gustems, coneguda popularment com a plaça dels Carros. S'origina a la confluència dels carrers de Sant Sebastià i de Sant Felip Neri, sobre l'eix de l'antic camí de Mar, adoptant una característica forma triangular -singularitzada actualment per una plantació perimetral de casuarines- i per la font dedicada a Joaquim Soler i Gustems, obra de l'arquitecte vilanoví J. Font i Gumà.
La plaça queda tancada per un conjunt heterogeni de façanes que, malgrat la degradació de les plantes baixes, manté encara un cert caràcter degut especialment a la correcció de les alçades i a la utilització d'elements compositius de l'arquitectura popular de l'època, que generalment segueix les pautes compositives del neoclassicisme.

## Notícies històriques
La plaça data de finals del segle xviii formada a conseqüència de la intersecció i de les alineacions de les edificacions provinents dels carrers de Sant Sebastià i de Sant Felip Neri. Fins al 1848 quedava dintre del recinte fortificat, on s'ubicava el Portal de Mar i d'on sortien dos camins cap al barri de Mar. El 1849 s'obre el carrer de la Llibertat. El 1893 s'inaugura la font. El 1909 es planten les casuarines. Els anys 70 es pavimenta la plaça amb trencadís de marbre.